# Polygon
Polygon is een Amerikaanse website die schrijft over computerspellen, via nieuws, recensies en video's. Polygon werd opgericht op 24 oktober 2012 en is eigendom van Vox Media.

## Geschiedenis
Polygon schrijft met name over onderwerpen die zijn gericht op achtergrondverhalen in de computerspelindustrie. Het publiceerde ook uitgelichte artikelen in tijdschriftvorm. Men besloot eind 2013 ook te gaan investeren in meer video op het platform. 
Vanaf 2015 ging Polygon naast games ook vaker over popcultuur schrijven, vergelijkbaar met websites als IGN en Kotaku.
Polygon was ook een van de weinige die recensiescores aanpaste wanneer een spel wordt geüpdatet. Men stapte vanaf september 2018 af van het geven van cijfers aan spellen.